# Tim Gilissen
Tim Gilissen est un footballeur néerlandais, né le 4 juin 1982 à Enschede aux Pays-Bas. Il évolue comme milieu de terrain.

## Carrière
- 2002-2005 :  Heracles Almelo
- 2005-2007 :  Go Ahead Eagles
- 2007-2014 :  NAC Breda[1],[2]

## Palmarès
Heracles Almelo
- Eerste divisie (D2)
  - Champion (1) : 2005